# Nasty Girl
"Nasty Girl" é uma canção do girl group americano Destiny's Child, para seu terceiro álbum de estúdio, Survivor. Foi composta por Maurizio Bassi, Naimy Hackett, Beyoncé e Anthony Dent, sendo que estes dois últimos também produziram a faixa. A canção apresenta interpolações vocais de "Tarzan Boy" (1985) - daí os créditos de composição de Bassi e Hackett -, de Baltimora, e "Push It" (1987), de Salt-n-Pepa.
A faixa foi lançada como o quarto e último single do álbum em março de 2002, com o remix de Maurice Nu Soul servindo como o segundo single do álbum de remixes do grupo, This Is the Remix (2002), sucedendo ao remix de "Bootylicious" por parte de Rockwilder. Um sucesso moderado em comparação com os singles anteriores do Survivor, atingiu o top 10 do Australian Singles Chart, também no top 30 na Dinamarca, Países Baixos e Suíça. O videoclipe para "Nasty Girl" foi dirigido por Sanaa Hamri.

## Videoclipe
O vídeo começa com um close-ups das garotas cantando as letras de abertura da canção. Ele transfere-se para uma mulher, com um casaco de pele rosa com calças finas e apertadas, saltos altos e cabelos louros, carregando sacolas andando por uma calçada do bairro, com mulheres virando a cabeça para olhar e homens apontando para ela e conversando entre si. Ela tropeça e cai enquanto Knowles, canta a letra "Mudar não está na sua lista, as consequências voltam para você". Após o coro, muda-se para duas mulheres saindo de uma loja de canto e passado um homem comendo um sanduíche. Dois caras lá de pé tentam empurrar seu amigo para as meninas, mas ele fica mais lento e começa a conversar com uma das garotas. A menina começa a envolver a gengiva em torno de seu dedo, mas fica enredado em seu cabelo e um pedaço de tecido sai. A tela muda para uma mulher dançando com um homem em um clube, mas ele não gosta da maneira que ela está dançando. Ele tenta acalmá-la, mas ela acidentalmente bate os cotovelos no rosto e ao ver o que ela fez, ela mostra apatia e se afasta. Ele muda para uma sala cheia de meninas anteriores e mais um tempo esperando para ser colocado em uma máquina chamada "NastyZapper", que transforma-los em mulheres com melhores roupas e penteados. Destiny's Child também estão em um quarto com marrom e azulejos de ouro e uma parede de ouro na parte de trás. O trio também é visto sentadas em um sofá comendo pipoca em azul escuro e vestidos de ouro assistindo cada uma das mulheres no vídeo. As mulheres anteriormente transformadas, junta-se as integrantes do grupo, em um quarto marrom e amarelo no final.
O vídeo da música foi enviado para os canais de música europeus e australianos em duas versões: um vídeo com a versão da música contida em Survivor e outro vídeo com o Maurice Nu Soul Remix Edit, que também usa outras cenas em algumas partes. O clipe original é apresentado como um vídeo melhorado da versão CD-single europeia e não está disponível em qualquer outra compilação ou lançamento.